# Deportivo Municipal San Miguelito
El Deportivo Municipal San Miguelito fue un equipo de fútbol del distrito homónimo de Panamá que jugó en la Liga Nacional de Ascenso, la Segunda División de fútbol en el país. En el 2018 se fusionó con el Sporting San Miguelito.

## Historia
Fue fundado en el año 2015 en la Ciudad de Panamá luego de adquirir la franquicia del Millennium Fútbol Club, la cual había optado por un proyecto en una alianza con la Universidad de Panamá llamado Club de Fútbol Millennium Universidad de Panamá (Millennium UP), el cual estaba jugando en la Liga Nacional de Ascenso desde la temporada 2009/10.
En su primera temporada terminaron en sexto lugar general, y en la temporada 2016/17 llegaron a la fase de cuartos de final en ambas ocasiones.
En el torneo Clausura de 2018 no pudieron clasificar a los cuartos de final al terminar en noveno lugar en la fase de clasificación.
El club desaparece en el año 2018, luego de que su mayor dueño y accionista Raúl Pineda tomara la decisión de fusionarse con el Sporting San Miguelito y hacer un equipo más fuerte en el distrito.

## Rivalidades
Su principal rival fue el Sporting San Miguelito, equipo con más relevancia en el Distrito de San Miguelito y que ha estado en la Liga Panameña de Fútbol.

## Jugadores

### Jugadores destacados
- Alcibiades Rojas